# Rugops
Genre
Espèce
Rugops est un genre fossile de dinosaures théropodes de la famille des Abelisauridae ayant vécu au Cénomanien (Crétacé supérieur, il y a environ 95 millions d'années) dans ce qui est actuellement l'Afrique du Nord.

## Description
Seul le crâne partiel de ce dinosaure fut découvert par une équipe américaine dirigée par le paléontologue Paul Sereno dans le désert du Ténéré, au Niger. Il fut extrait des grès cénomaniens de la Formation d'Echkar qui a également livré des théropodes gigantesques comme Carcharodontosaurus et Spinosaurus ainsi que des sauropodes Rebbachisauridae et Titanosauria. Rugops primus, son unique espèce, serait un Abelisauridae basal qui se différencierait des autres membres de cette famille par une rangée de sept petites invaginations sur la surface supérieure des os nasaux ainsi qu'une petite fenêtre située entre l'os frontal, l'os préfrontal, le os postorbitaire et le lacrymal. Ce dinosaure  ressemble beaucoup à certains de ses homologues sud-américains et sa présence permet de confirmer l'existence d'Abelisauridae basaux en Afrique du Nord mais également de penser que les continents africains et sud-américains furent encore connectés à cette époque,. L'estimation réalisée grâce à des comparaisons de taille d'autres éléments squelettiques propose qu'il mesurait 6 mètres de long et pesait 750 kg.

## Étymologie
Les noms de genre et d'espèce Rugops primus dérivent de trois racines ancienne, la racine latine Ruga signifiant « ride », la racine grecque Ops voulant dire la « face », et la racine latine Primus de « premier ». Les paléontologues ont voulu mettre en évidence le fait qu'il s'agissait d'un des premiers Abelisauridae possédant une texture plissée sur la surface externe du crâne.

### Référence taxonomique
- (en) Paleobiology Database : Rugops  Sereno et al., 2004
- (en) Paleobiology Database : Rugops primus Sereno et al., 2004